# منتخب أنتيغوا وباربودا لكرة الطائرة للسيدات
منتخب أنتيغوا وباربودا لكرة الطائرة للسيدات (بالإنجليزية: Antigua and Barbuda women's national volleyball team)‏ هو ممثل أنتيغوا وباربودا الرسمي في المنافسات الدولية في كرة طائرة للسيدات
.